# Моторная (платформа ЮЖД)
Моторная (укр. Моторна) — железнодорожная платформа Южной железной дороги, находящаяся в городе Дергачи, в районе промышленной застройки. Платформа расположена рядом с машиностроительным,  молочным заводом. В непосредственной близости — автодорога с автобусным движением. Поезда дальнего следования, а также некоторые пригородные по платформе Моторная не останавливаются.

## Путевое развитие
Чётный и нечётный пути перегона Харьков Сортировочный — Дергачи.

## Сооружения
Здание вокзала (заброшено). Туалет. Охраняемый жд переезд. Моторная  - единственная  платформа  Козачанской  ветки, которая не имеет   покрытия  тротуарной плиткой.

## Поезда
Участок Харьков-Белгород обслуживается электропоездами ЭР2, ЭР2Р, ЭР2Т депо Харьков и ЭР2, ЭД4, ЭД4 м депо Белгород. В нечётном направлении поезда идут до станции Харьков-Пассажирский, в чётном — до станций Дергачи, Казачья Лопань, Наумовка.